# آلوین و سمورچه‌ها گرگینه را می‌بینند
آلوین و سنجاب‌ها گرگینه را می‌بینند (انگلیسی: Alvin and the Chipmunks Meet the Wolfman) فیلمی در ژانر کمدی ترسناک است که در سال ۲۰۰۰ منتشر شد.

## بازیگران
- راس باغداساریان جونیور
- الیزابت دیلی
- ددی گودمن
- موریس لامارچ
- راب پالسن
- فرانک ولکر
- آوریل وینچل